# Davika Hoorne
Davika Hoorne (tiếng Thái: ดาวิกา โฮร์เน่, phiên âm: Đa-vi-ca Ho-ne, sinh ngày 16 tháng 5 năm 1992) còn có nghệ danh là Mai (ใหม่), là một nữ diễn viên, ca sĩ và người mẫu người Thái Lan gốc Bỉ. Cô bắt đầu tham gia diễn xuất qua phim truyền hình Bóng thần tình yêu (2010). Tên tuổi cô nổi lên qua các bộ phim như Ánh hoàng hôn rực rỡ (2012) và bộ phim kinh dị hài Thái Lan Tình người duyên ma (2013), bộ phim đạt doanh thu phòng vé cao không chỉ tại Thái Lan mà còn các nước Châu Á khác, trong đó có Việt Nam thông qua việc cô là diễn viên khách mời trong MV "Chạy ngay đi" của Sơn Tùng M-TP. Instagram của cô hiện giờ (2/9/2021) là 14.2 triệu người theo dõi, đứng thứ nhì sau Lisa. Năm 2020, Mai lọt top 100 ngôi sao có sức ảnh hưởng nhất Châu Á do tạp chí Forbes bầu chọn (cùng với Mario Maurer, Patcharapa Chaichua, Urassaya Sperbund, Jannine Weigel).

## Tiểu sử
Davika mang trong mình hai dòng máu là Thái-Bỉ. Cô bắt đầu làm người mẫu từ năm 14 tuổi và theo học tại Đại học Bangkok chuyên ngành kinh tế. Mai sở hữu gương mặt đẹp trong sáng với đôi mắt to tròn, khuôn miệng gợi cảm cùng chiều cao lý tưởng 1m73.
Davika tốt nghiệp chuyên ngành Nghệ thuật và Truyền thông tại Đại học quốc tế Rangsit. Nhờ ngoại hình đẹp Davika đã lọt vào tầm ngắm của nhiều đạo diễn. Cô được mời tham gia nhiều phim truyền hình như: Neur Manoot, Maya Rasamee, Dok Kaew, Roy Lae Sanae Luang, Kularb Rai Kong Naai, Tawan Tor Saeng.... Năm 2013 sự nghiệp diễn xuất của Davika thành công rực rỡ khi bộ phim "Tình người duyên ma" do cô thủ vai chính đã trở thành cơn sốt phim truyền hình tại Thái Lan và các nước Châu Á. Cũng trong năm này cô đã giành giải thưởng "Nữ diễn viên điện ảnh xuất sắc nhất" tại lễ trao giải ngôi sao Siam Dara. Trước khi trở thành một diễn viên nổi tiếng, Davika đã từng thành công với vai trò ca sĩ, cô đã giành được giải thưởng Talk about Award và cũng chính là người hát ca khúc nhạc phim "Ngao Kammathep" có tên tiếng Việt là Bóng Thần Tình Yêu. Davika còn có một gu thời trang biến hóa đa dạng những tấm hình do người đẹp này chia sẻ trên trang cá nhân đều được các tín đồ thời trang yêu thích và trầm trồ ngưỡng mộ về khả năng phối đồ của cô.
Sau thành công của bộ phim Tình người duyên ma, thì cô kết thúc hợp đồng đài Ch7 để chuyển sang diễn viên tự do.

## Các bộ phim, chương trình đã từng tham gia

### Phim điện ảnh

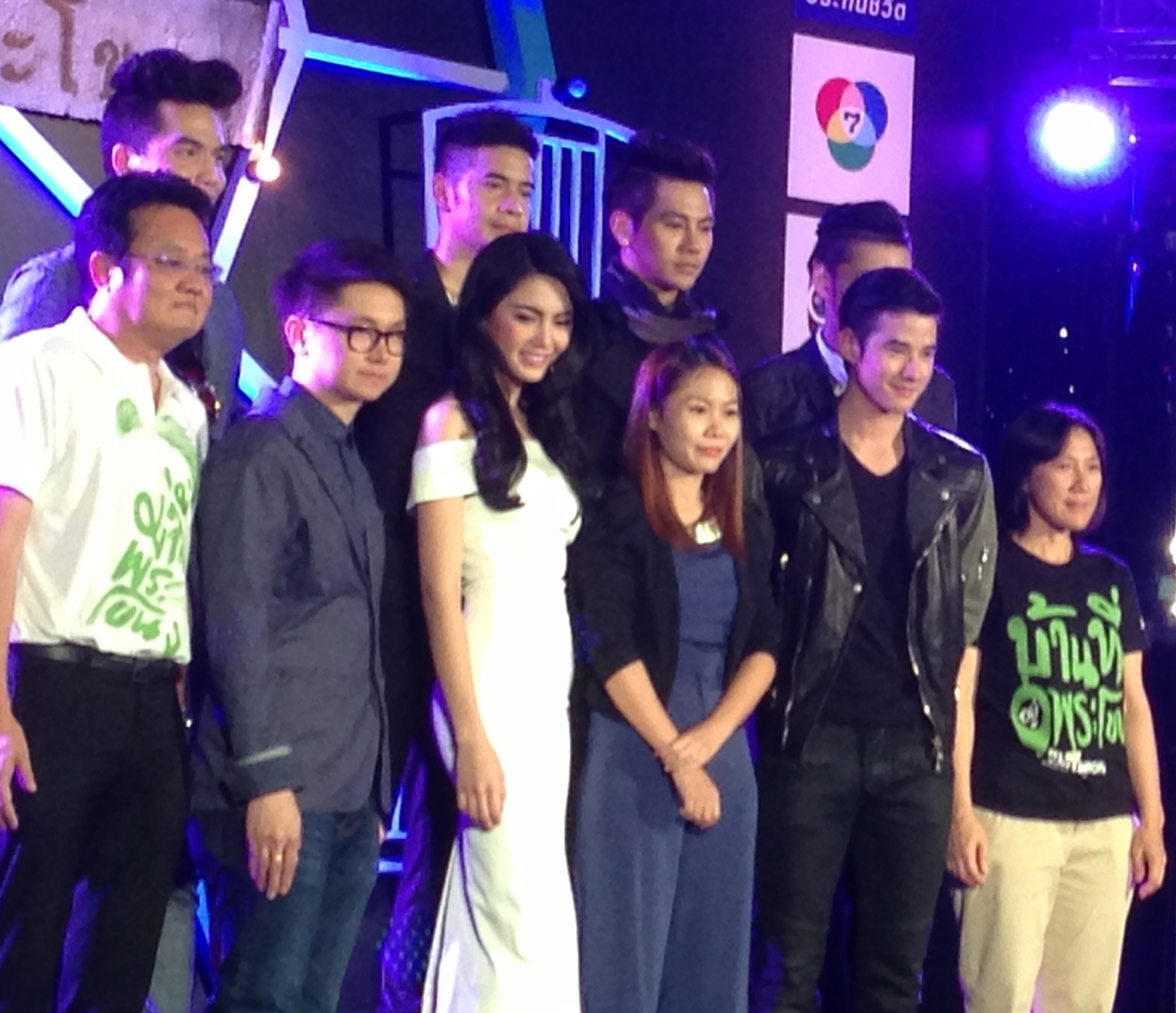
Mai Davika (hàng dưới, người thứ ba từ trái sang) và các diễn viên trong một cuộc họp báo phim Tình người duyên ma

| Năm  | Phim            | Tên tiếng Việt      | Vai     | Đóng với                                           | Ghi chú                                                         | Tham khảo   |
| ---- | --------------- | ------------------- | ------- | -------------------------------------------------- | --------------------------------------------------------------- | ----------- |
| 2012 | Fatherland      |                     | Rachida | Bộ phim đầu tiên                                   |                                                                 |             |
| 2013 | Pee Mak         | Tình người duyên ma | Mae Nak | Mario Maurer                                       | Doanh thu phòng vé lớn                                          | [ 3 ] [ 4 ] |
| 2014 | Plae Kao        | Vết sẹo cũ          | Riam    | Chaiyapol Pupart                                   | cốt truyện dựa trên văn hóa dân gian Thái                       |             |
| 2015 | Heart Attack    | Bắt cóc trái tim    | Im      | Sunny Suwanmethanon                                | Tình cảm-hài hước                                               | [ 5 ] [ 6 ] |
| 2015 | Prisana         |                     | Mai     | Mario Maurer                                       | Phim ngắn                                                       |             |
| 2016 | Suddenly Twenty | Bà nội tuổi 20      | Parn    | Krissanapoom Pibulsonggram & Saharat Sangkapreecha | Làm lại từ phim Hàn Miss Granny Em là bà nội của anh (bản Thái) |             |

### Phim truyền hình
| Năm  | Phim                           | Tên tiếng Việt                                                  | Vai                                                                   | Đóng với                              | Kênh   | Kênh chiếu tại Việt Nam | Chú thích |
| ---- | ------------------------------ | --------------------------------------------------------------- | --------------------------------------------------------------------- | ------------------------------------- | ------ | ----------------------- | --------- |
| 2010 | Ngao Kammathep                 | Bóng thần tình yêu                                              | Tien                                                                  | Sukollawat Kanarot                    | CH7    |                         |           |
| 2011 | Neur Manoot                    | Dị nhân ma cà rồng                                              | Kratin / Inthuka                                                      | Chanapol Satya                        | CH7    |                         |           |
| 2011 | Dok Kaew                       |                                                                 | Dok Kaew                                                              | Tawin Yavapolkul                      | CH7    |                         |           |
| 2012 | Maya Rasamee                   | Cuộc gặp gỡ bất ngờ                                             | Maya Rasamee / Duenram                                                | Wongsakorn Poramathakorn              | CH7    |                         |           |
| 2012 | Tawan Tor Saeng                | Ánh hoàng hôn rực rỡ / Ánh ban mai rực rỡ                       | Rasa                                                                  | Pakorn Lam                            | CH7    |                         |           |
| 2013 | Roy Lae Sanae Luang            | Âm mưu đen tối                                                  | Arnus / Nus Vichawayt                                                 | Sukollawat Kanarot                    | CH7    |                         |           |
| 2014 | Kularb Rai Kong Naai Tawan     | Bông hồng tình yêu                                              | Rose / Rosarin                                                        | Kan Kantathavorn                      | CH7    |                         |           |
| 2015 | Nang Chada                     | Nàng Chada                                                      | Rinlanee                                                              | Kan Kantathavorn                      | CH7    |                         |           |
| 2016 | Plerng Naree                   | Nàng công chúa lửa / Chạm không đến tim em                      | Risa Chanthaphat / Pririsa Raweewut Amikan / Công chúa Pririsa (Risa) | Jesdaporn Pholdee                     | CH3    | HTV2 - Vie Channel      |           |
| 2016 | Jao Wayha: Poo Krong Fah       | Hậu duệ mặt trời (bản Thái) / Sứ mệnh trái tim / Mãi mãi bên em | Captain Tuptim                                                        | Jesdaporn Pholdee (khách mời)         | True4U | TVStar - SCTV11         |           |
| 2017 | Diary Of Tootsies 2            | Nhật ký yểu điệu thục nam                                       | Jenny (khách mời)                                                     |                                       | GMM 25 |                         |           |
| 2017 | Buang Banjathorn               | Hẹn ước tình yêu / Hẹn ước champa                               | Preanuan                                                              | Mario Maurer                          | CH3    |                         |           |
| 2017 | Chai Mai Jing Ying Tae         | Nhân cách trong em                                              | Sarin Mungman / "Rin" / Saranya / "Zin"                               | Chantavit Dhanasevi                   | OneHD  |                         |           |
| 2018 | Nang Sao Mai Jam Kad Nam Sakul | Nàng dâu kiếm rể                                                | Riam                                                                  | Chantavit Dhanasevi                   | OneHD  | SCTV6 - FIM360          |           |
| 2019 | Ruk Chut Jai Nai Chukchern     | Yêu chàng cấp cứu                                               | Thantawan Popboribun                                                  | Sunny Suwanmethanon                   | OneHD  | SCTV6 - FIM360          | [ 7 ]     |
| 2021 | Wanthong                       | Nàng Wanthong                                                   | Wanthong / Pimpilalai                                                 | Nawat Kulrattanarak & Shahkrit Yamnam | OneHD  | TodayTV                 |           |
| 2022 | Jangwa Hua Jai Nai Saat        | Mùa hè của hồ ly (ver. Thái) / Phép thử con tim                 | Keetika                                                               | Puttichai Kasetsin                    | PPTV36 | SCTV6 - FIM360 / VTV3   |           |
| 2022 | Astrophile                     | Đêm đếm sao                                                     | Nubdao                                                                | Vachirawit Chiva-aree                 | GMM 25 | SCTV6 - FIM360          | [ 8 ]     |
| 2023 | Rak Rai                        | Yêu là đau / Bóng tối tình yêu                                  | Wenika Conlinn (Way)                                                  | Jespipat Tilapornputt                 | OneHD  | SCTV6 - FIM360 / VTV3   |           |
| 2024 | The Empress of Ayodhaya        | Nữ hoàng Ayodhaya                                               | Jinda / Mae Yua Sri Sudachan                                          | Thanapat Kawila                       | OneHD  | VieON / FPT Play        |           |

### Đóng MV
| Năm  | Ca khúc                               | Ca sỹ            | Tham khảo     |
| ---- | ------------------------------------- | ---------------- | ------------- |
| 2013 | "Oh Please"                           | Nat Thewphaingam | [ 9 ]         |
| 2013 | "Rawang.. Khun Gamlang Ngao"          | Sukrit Wisedkaew |               |
| 2017 | "No Way"                              | Ali              | [ 10 ]        |
| 2017 | "ระวัง"                                | Hugo             |               |
| 2018 | "Chạy ngay đi"                        | Sơn Tùng M-TP    | [ 11 ]        |
| 2022 | "Temperamental" (เจ้าอารมณ์)            | STAMP Ft. เปาวลี  | [ 12 ]        |
| 2022 | "Counting Stars" (คืนนับดาว) Astrophile | Fluke Gawin      | [ 13 ] [ 14 ] |
| 2023 | "Everyone Else Fades"                 | Mark Tuan        |               |

## Đại sứ thương hiệu
| Năm       | Nhãn hàng                                                             | Ghi chú                                                                                             |
| --------- | --------------------------------------------------------------------- | --------------------------------------------------------------------------------------------------- |
| 2010      | POND'S                                                                | cùng Andrew Cronin                                                                                  |
| 2010      | D-LITE                                                                | |
| 2010      | Wellcom Mobile                                                        | |
| 2010      | i-mobile 3GX Video Call Sim                                           | |
| 2010      | Cute Press Sweet Musk                                                 | |
| 2010      | Nikon COOLPIX S8000                                                   | |
| 2011      | ZA Cosmetics                                                          | cùng Jun Hasegawa (2011-2012), Emma Pei (2011-) and Hikari Mori (2013-)                             |
| 2012      | X-ACT Summer 2012 Collection                                          | cùng Nadech Kugimiya                                                                                |
| 2012-2014 | L'Oréal Fall Repair                                                   | |
| 2013      | Mc Jeans Fit For All                                                  | cùng Sukollawat Kanarot                                                                             |
| 2013      | SALZ Toothpaste                                                       | cùng Theeradej Methawarayuth                                                                        |
| 2013-2016 | Toyota Sure Showroom                                                  | |
| 2013      | Nitipon Clinic Nitipon Makeover                                       | |
| 2013      | Kagome Lycopene                                                       | cùng Theeradej Methawarayuth                                                                        |
| 2014      | LUX                                                                   | |
| 2014      | Magnum                                                                | |
| 2014      | Downy Parfum                                                          | |
| 2014      | Le Vif JeliColla Strip                                                | |
| 2015      | L'Oréal Fall Resist                                                   | |
| 2015      | BRAND'S Bird Nest                                                     | |
| 2015      | CPS CHAPS Autumn / Winter Women Collection and Women Jeans Collection | |
| 2015      | Veet                                                                  | |
| 2015      | Closeup Diamond                                                       | |
| 2015      | SparSha Slimming Center                                               | |
| 2015      | True Smart Life Smart City                                            | cùng Jesdaporn Pholdee, Atichart Chumnanon, Andrew Gregson, Woranuch Wongsawan và Khemanit Jamikorn |
| 2015      | Colly Plus Lycopene                                                   | |
| 2015      | King Power                                                            | |
| 2015      | Lollipop Lens                                                         | |
| 2016      | Laurier                                                               | |
| 2016      | L'Oréal Elseve                                                        | |
| 2016      | LeSasha                                                               | |
| 2016      | SNAILWHITE                                                            | |
| 2016      | Tao Kae Noi                                                           | |
| 2016      | OPPO                                                                  | |
| 2016      | Comfort Luxury Nature                                                 | |
| 2016      | Tipco                                                                 | |
| 2016      | Birdy 3in1 Coffee                                                     | |
| 2016      | Kitty Live                                                            | |
| 2017      | TIFFY                                                                 | |
| 2017      | Magnum                                                                | |
| 2017      | L'Oréal White Perfect                                                 | |
| 2017      | L'Oréal UV Perfect                                                    | |
| 2017      | Lipton Ice Tea                                                        | |
| 2017      | Bolon Eyewear                                                         | |
| 2017      | UNICEF                                                                | cùng Pachara Chirathivat, Kiatisuk Senamuang, và Vanessa Race                                       |
| 2017      | L'Oréal ExtraOrdinary Oil                                             | |
| 2017      | Essilor                                                               | |
| 2017      | Mistine Red Carpet                                                    | |
| 2017      | Mama Instant Noodles                                                  | |
| 2018      | Soy Secret                                                            | |
| 2018      | GDM Blossom Jelly                                                     | |
| 2018      | Siam Commercial Bank                                                  | |
| 2018      | Colly Collagen                                                        | |
| 2018      | Yulgang Mobile                                                        | |
| 2018      | JSM Beauty                                                            | |

## Giải thưởng và đề cử
| Năm  | Giải                                             | Hạng mục                                     | Đề cử                                | Kết quả      |
| ---- | ------------------------------------------------ | -------------------------------------------- | ------------------------------------ | ------------ |
| 2011 | 6th OK! Awards                                   | Female Rising Star                           | Ngao Kammathep                       | Đoạt giải    |
| 2011 | 4th Siam Dara Star Awards                        | Female Rising Star                           | Ngao Kammathep                       | Đề cử        |
| 2011 | Entertainment 5 Page 1 Awards                    | Female Rising Star                           | Dok Kaew                             | Đoạt giải    |
| 2012 | 24th Mekkala Awards                              | Female Rising Star                           | Dok Kaew                             | Đoạt giải    |
| 2012 | 5th Siam Dara Star Awards                        | Female Young Actor Award                     | Maya Rasamee                         | Đề cử        |
| 2012 | 7th OK! Awards                                   | Female Hot Stuff                             | —                                    | Đề cử        |
| 2013 | 3rd Mthai Top Talk Awards                        | Top-Talk About Actress                       | Tawan Tor Saeng                      | Đoạt giải    |
| 2013 | 7 Color Intimate Gathering                       | Top Performer – Female                       | Tawan Tor Saeng                      | Đề cử        |
| 2013 | 100 Most Spicy Idols Awards                      | One of the 100 Most Spicy Idols              | —                                    | Đoạt giải    |
| 2013 | Channel 7 Sang San Awards                        | Leading Actress Award                        | Tawan Tor Saeng                      | Đề cử        |
| 2013 | Channel 7 Sang San Awards                        | Leading Actress Performance Award            | Tawan Tor Saeng                      | Đề cử        |
| 2013 | Channel 7 Sang San Awards                        | Channel 7 Favorite Female Actress            | Tawan Tor Saeng                      | Đề cử        |
| 2013 | 7th Kazz Awards                                  | Top Actress Award                            | —                                    | Đề cử        |
| 2013 | 7th Kazz Awards                                  | Superstar Award – Female                     | —                                    | Đoạt giải    |
| 2013 | Star's Light Awards                              | The Most Gorgeous Eyes                       | —                                    | Đoạt giải    |
| 2013 | Star's Light Awards                              | Top Sexy Stars                               | —                                    | Đoạt giải    |
| 2013 | 24th Star Party TV Pool Awards                   | Teen Idol Actress Award                      | —                                    | Đoạt giải    |
| 2013 | 6th Siam Dara Star Awards                        | Nữ diễn viên xuất sắc (phim)                 | Pee Mak                              | Đoạt giải    |
| 2013 | 6th Siam Dara Star Awards                        | Most Popular Female Star                     | —                                    | Đề cử        |
| 2013 | 11th Seventeen Choice Awards                     | Hot Girl of the Year                         | —                                    | Đoạt giải    |
| 2013 | 2nd Kerd Awards                                  | Born to be Famous Award                      | —                                    | Đề cử        |
| 2013 | 2nd Kerd Awards                                  | Born to be the Best                          | —                                    | Đoạt giải    |
| 2013 | 2nd Kerd Awards                                  | Born to be Together (cùng Mario Maurer)      | Pee Mak                              | Đề cử        |
| 2013 | 8th OK! Awards                                   | Spotlight                                    | Pee Mak                              | Đoạt giải    |
| 2013 | 8th OK! Awards                                   | Male Heartthrob                              | —                                    | Đề cử        |
| 2014 | 8th Kazz Awards                                  | Top Actress Award                            | —                                    | Đề cử        |
| 2014 | 8th Kazz Awards                                  | Superstar Award – Female                     | —                                    | Đề cử        |
| 2014 | 3rd Daradaily the Great Awards                   | Hot Girl of the Year                         | —                                    | Đề cử        |
| 2014 | 3rd Daradaily the Great Awards                   | Nữ diễn viên xuất sắc (phim)                 | Pee Mak                              | Đoạt giải    |
| 2014 | 23rd Thailand National Film Association Awards   | Nữ diễn viên xuất sắc                        | Pee Mak                              | Đề cử        |
| 2014 | 11th Kom Chad Luek Awards                        | Nữ diễn viên xuất sắc (phim)                 | Pee Mak                              | Đề cử        |
| 2014 | 7th Siam Dara Star Awards                        | Nữ diễn viên xuất sắc (TV)                   | Kularb Rai Kong Naai Tawan           | Đề cử        |
| 2014 | 7th Siam Dara Star Awards                        | Most Popular Female Star                     | Kularb Rai Kong Naai Tawan           | Đoạt giải    |
| 2014 | ZEN Stylish Awards                               | ZEN Stylish Women                            | —                                    | Đoạt giải    |
| 2014 | 12th Seventeen Choice Awards                     | Seventeen Choice Actress                     | —                                    | Đoạt giải    |
| 2014 | 9th OK! Awards                                   | Female Hot Stuff                             | —                                    | Đề cử        |
| 2014 | 1st EFM Awards                                   | Diễn viên được yêu thích nhất – February     | Kularb Rai Kong Naai Tawan           | Đề cử        |
| 2014 | 1st EFM Awards                                   | Diễn viên được yêu thích nhất – August       | The Scar                             | Đề cử        |
| 2015 | 12th Starpics Thai Film Awards                   | Nữ diễn viên xuất sắc                        | The Scar                             | Đề cử        |
| 2015 | 4th Daradaily the Great Awards                   | Hot Girl of the Year                         | —                                    | Đề cử        |
| 2015 | 4th Daradaily the Great Awards                   | Nữ diễn viên xuất sắc (TV)                   | Kularb Rai Kong Naai Tawan           | Đề cử        |
| 2015 | 4th Daradaily the Great Awards                   | Nữ diễn viên xuất sắc (phim)                 | The Scar                             | Đề cử        |
| 2015 | 24th Thailand National Film Association Awards   | Nữ diễn viên xuất sắc                        | The Scar                             | Đề cử        |
| 2015 | 5th Mthai Top Talk Awards                        | Top Talk-About Actress                       | The Scar, Kularb Rai Kong Naai Tawan | Đề cử        |
| 2015 | 8th Nine Entertain Awards                        | Nữ diễn viên xuất sắc                        | The Scar, Kularb Rai Kong Naai Tawan | Đề cử        |
| 2015 | 9th Kazz Awards                                  | Superstar Award – Female                     | —                                    | Đề cử        |
| 2015 | 30th Saraswati Royal Awards                      | Nữ diễn viên xuất sắc                        | The Scar                             | Đề cử        |
| 2015 | 30th Saraswati Royal Awards                      | Popular Female Actress                       | The Scar                             | Đoạt giải    |
| 2015 | 12th Kom Chad Luek Awards                        | Nữ diễn viên xuất sắc (phim)                 | The Scar                             | Đề cử        |
| 2015 | 2nd EFM Awards                                   | Diễn viên được yêu thích nhất – April        | Nang Chada                           | Đề cử        |
| 2015 | 8th Siam Dara Star Awards                        | Nữ diễn viên xuất sắc (TV)                   | Nang Chada                           | Đoạt giải    |
| 2015 | 8th Siam Dara Star Awards                        | Most Popular Female Star                     | —                                    | Đề cử        |
| 2015 | 1st Maya Awards                                  | Nữ diễn viên xuất sắc (phim)                 | The Scar                             | Đề cử        |
| 2015 | 1st Maya Awards                                  | Nữ diễn viên xuất sắc (TV)                   | Nang Chada                           | Đề cử        |
| 2015 | 13th Seventeen Choice Awards                     | Seventeen Choice Actress                     | —                                    | Đoạt giải    |
| 2015 | 10th OK! Awards                                  | Female Hot Stuff                             | —                                    | Đề cử        |
| 2016 | 5th Daradaily the Great Awards                   | Nữ diễn viên xuất sắc (phim)                 | Heart Attack                         | Đề cử        |
| 2016 | 7th Bioscope Awards                              | Best Performance of the Year                 | Heart Attack                         | Đoạt giải    |
| 2016 | 6th Thai Film Director Awards                    | Nữ diễn viên xuất sắc                        | Heart Attack                         | Đoạt giải    |
| 2016 | 6th Thai Film Director Awards                    | Best Supporting Actress                      | Heart Attack                         | Đề cử        |
| 2016 | 13th Starpics Thai Films Awards                  | Nữ diễn viên xuất sắc                        | Heart Attack                         | Đoạt giải    |
| 2016 | 25th Thailand National Film Association Awards   | Nữ diễn viên xuất sắc                        | Heart Attack                         | Đoạt giải    |
| 2016 | 13th Kom Chad Luek Awards                        | Nữ diễn viên xuất sắc (phim)                 | Heart Attack                         | Đoạt giải    |
| 2016 | 24th Bangkok Critics Assembly Awards             | Nữ diễn viên xuất sắc                        | Heart Attack                         | Đoạt giải    |
| 2016 | 4th Mekkala Star Awards                          | Star Vote Good of the Year                   | —                                    | Đề cử        |
| 2016 | 10th Kazz Awards                                 | Superstar Award – Female                     | —                                    | Đoạt giải    |
| 2016 | 10th Kazz Awards                                 | Popular Vote – Female                        | —                                    | Đề cử        |
| 2016 | 9th Nine Entertain Awards                        | Nữ diễn viên xuất sắc                        | Nang Chada, Heart Attack             | Đề cử        |
| 2016 | 9th Nine Entertain Awards                        | Public Favorite                              | —                                    | Đề cử        |
| 2016 | 1st Dara Inside Awards                           | Popular Actress                              | Nang Chada                           | Đề cử        |
| 2016 | 2nd Maya Awards                                  | Nữ diễn viên xuất sắc (phim)                 | Heart Attack                         | Đoạt giải    |
| 2016 | 9th Siam Dara Stars Awards                       | Nữ diễn viên xuất sắc (phim)                 | Heart Attack                         | Đề cử        |
| 2016 | 9th Siam Dara Stars Awards                       | Most Popular Female Star                     | —                                    | Đề cử        |
| 2016 | Men's Health                                     | Stunning Lady of the Year                    | —                                    | Đoạt giải    |
| 2017 | 6th Daradaily the Great Awards                   | Nữ diễn viên xuất sắc (phim)                 | Suddenly Twenty                      | Đề cử        |
| 2017 | 3rd Fever Awards                                 | Nữ diễn viên xuất sắc (phim)                 | Suddenly Twenty                      | Đoạt giải    |
| 2017 | 5th Howe Awards                                  | Howe Diva Award                              | —                                    | Đoạt giải    |
| 2017 | 26th Thailand National Film Association Awards   | Nữ diễn viên xuất sắc                        | Suddenly Twenty                      | Đề cử        |
| 2017 | 8th Bioscope Awards                              | Best Performance of the Year                 | Suddenly Twenty                      | Đoạt giải    |
| 2017 | 7th Mthai Top Talk Awards                        | Top-Talk About Actress                       | Plerng Naree                         | Đề cử        |
| 2017 | 11th OK! Awards                                  | Female Hot Stuff                             | —                                    | Đề cử        |
| 2017 | 14th Starpics Thai Films Awards                  | Nữ diễn viên xuất sắc                        | Suddenly Twenty                      | Đề cử        |
| 2017 | 25th Bangkok Critics Assembly Awards             | Nữ diễn viên xuất sắc                        | Suddenly Twenty                      | Đoạt giải    |
| 2017 | 7th Thai Film Director Awards                    | Nữ diễn viên xuất sắc                        | Suddenly Twenty                      | Đoạt giải    |
| 2017 | 11th Kazz Awards                                 | Superstar Award – Female                     | —                                    | Đoạt giải    |
| 2017 | 11th Kazz Awards                                 | Best Couple (cùng Pimchanok Luevisadpaibul)  | —                                    | Đề cử        |
| 2017 | 11th Kazz Awards                                 | Popular Vote – Female                        | —                                    | Đề cử        |
| 2017 | 10th Nine Entertain Awards                       | Nữ diễn viên xuất sắc                        | Plerng Naree, Suddenly Twenty        | Đề cử        |
| 2017 | 14th Kom Chad Luek Awards                        | Nữ diễn viên xuất sắc (phim)                 | Suddenly Twenty                      | Đoạt giải    |
| 2017 | 14th Kom Chad Luek Awards                        | Popular Vote – Actress                       | Suddenly Twenty                      | Đề cử        |
| 2017 | 12th Asia Model Awards                           | Asia Special Award – Actress                 | —                                    | Đoạt giải    |
| 2017 | 3rd Maya Awards                                  | Charming Girl                                | —                                    | Đoạt giải    |
| 2017 | 5th Ganesha Award                                | Nữ diễn viên xuất sắc                        | Plerng Naree                         | Đoạt giải    |
| 2017 | 2nd Dara Inside Awards                           | Popular Actress                              | Plerng Naree                         | Đề cử        |
| 2018 | LINE TV Awards                                   | Best Viral Scene                             | Chai Mai Jing Ying Tae               | Đoạt giải    |
| 2018 | LINE TV Awards                                   | Best Couple (cùng Chantavit Dhanasevi)       | Chai Mai Jing Ying Tae               | Đề cử        |
| 2018 | Sanook! Top Vote of the Year                     | Dream Girl Award                             | —                                    | Đề cử        |
| 2018 | 12th Kazz Awards                                 | Superstar Award – Female                     | —                                    | Đề cử        |
| 2018 | 31st Saraswati Royal Awards                      | Popular Female Actress                       | —                                    | Đề cử        |
| 2018 | 4th Maya Awards                                  | Charming Girl                                | —                                    | Đề cử        |
| 2018 | 4th Maya Awards                                  | Nữ diễn viên xuất sắc (TV)                   | Chai Mai Jing Ying Tae               | Đề cử        |
| 2018 | 4th Maya Awards                                  | Best Couple (cùng Chantavit Dhanasevi)       | Chai Mai Jing Ying Tae               | Đề cử        |
| 2018 | 3rd Dara Inside Awards                           | Popular Actress                              | Chai Mai Jing Ying Tae               | Đề cử        |
| 2018 | 6th Thailand Headlines Person of the Year Awards | Culture and Entertainment – Actress          | —                                    | Đoạt giải    |
| 2018 | 12th OK! Awards                                  | Female Hot Stuff                             | —                                    | Đề cử        |
| 2019 | 33rd TV Gold Awards                              | Best Female Star Award                       | —                                    | Đề cử        |
| 2019 | 13th Kazz Awards                                 | Popular Vote                                 | —                                    | Đề cử        |
| 2019 | 8th Daradaily The Great Awards                   | Popular Vote – Female                        | —                                    | Đề cử        |
| 2019 | 5th Maya Awards                                  | Charming Girl                                | —                                    | Đề cử        |
| 2019 | 5th Maya Awards                                  | Nữ diễn viên xuất sắc (TV)                   | Nang Sao Mai Jam Kad Nam Sakul       | Đề cử        |
| 2019 | 4th Dara Inside Awards                           | Popular Actress                              | Nang Sao Mai Jam Kad Nam Sakul       | Đề cử        |
| 2019 | 1st Zoomdara New Year Awards                     | Public Darling Zoomdara of the Year          | —                                    | Đề cử        |
| 2019 | 1st Zoomdara New Year Awards                     | Zoom Female Lead                             | My Ambulance                         | Đề cử        |
| 2020 | 3rd LINE TV Awards                               | Best Viral Scene                             | My Ambulance                         | Đề cử        |
| 2020 | 3rd LINE TV Awards                               | Best Kiss Scene (cùng Sunny Suwanmethanont)  | My Ambulance                         | Đề cử        |
| 2020 | 8th Thailand Zocial Awards                       | Best Entertainment On Social Media – Actress | My Ambulance                         | Đề cử        |
| 2020 | 14th Kazz Awards                                 | Top Actress Award                            | My Ambulance                         | Đề cử        |
| 2020 | 11th Nataraj Awards                              | Nữ diễn viên xuất sắc                        | My Ambulance                         | Đề cử        |
| 2020 | 11th Nataraj Awards                              | Best Ensemble Cast                           | My Ambulance                         | Đề cử        |
| 2020 | 6th Maya Awards                                  | Nữ diễn viên xuất sắc (TV)                   | My Ambulance                         | Đề cử        |
| 2020 | 6th Maya Awards                                  | Charming Girl                                | —                                    | Đề cử        |
| 2020 | Vogue Beauty Readers' Choice Awards              | Queen Bee of 2020                            | —                                    | Chưa công bố |